# Luciano Adami
Luciano Adami (Brescia, 19 novembre 1957) è un allenatore di calcio ed ex calciatore italiano, di ruolo attaccante.

## Carriera

### Giocatore
Inizia la sua carriera tra i dilettanti bresciani, alternando l'attività di calciatore a quella di bancario, e nel campionato di Serie D 1980-1981 si mette in luce con la maglia del Lonato, realizzando 21 reti. Questa performance gli vale l'interessamento del Brescia, che lo acquista nell'estate 1981 e lo fa esordire in Serie B: a causa degli impegni calcistici, è costretto a prendere un periodo di aspettativa sul lavoro. Inizialmente riserva di Vincenzi, Cozzella e Messina, diventa titolare dopo l'avvicendamento di Alfredo Magni con Marino Perani; con la maglia delle Rondinelle realizza 5 reti in 23 partite (tra cui una doppietta al Bari), non sufficienti ad evitare la retrocessione in Serie C1.
Nell'autunno successivo, dopo aver disputato 4 partite con la maglia bresciana, fa ritorno tra i cadetti, ingaggiato dalla Sambenedettese. Nelle Marche disputa 20 partite, e contribuisce con 5 reti alla salvezza della formazione rossoblu. Tuttavia non viene riconfermato, e fa rientro al Brescia che lo cede all'ambizioso Piacenza di Leonardo Garilli e Battista Rota, retrocesso in Serie C2. L'esperienza piacentina non sarà semplice per Adami: chiamato a far coppia con Armando Mulinacci, disputa una stagione sottotono, nella quale non lega con l'ambiente e nel finale di campionato viene relegato in panchina.
Al termine della stagione, conclusa con la promozione degli emiliani, passa alla Virescit, a sua volta neopromossa in Serie C2, insieme al compagno di squadra Giorgio Redeghieri. Nella squadra bergamasca ritrova la via del gol, contribuendo con 9 reti alla promozione in Serie C1; rimane in forza ai viola fino al campionato 1987-1988, nel quale la Virescit sfiora l'accesso alla Serie B perdendo per 2-0 lo spareggio intergirone con la Reggina.
Nel 1988, a 31 anni, abbandona il mondo del calcio professionistico scendendo tra i dilettanti, con la maglia del Lumezzane, con cui vince il campionato di Promozione. Rimane ai bresciani anche nelle tre successive annate, nel Campionato Interregionale, nelle quali forma con Giacomo Ferrari la coppia d'attacco titolare, e abbandona il calcio giocato all'età di 41 anni, disputando due partite nella Bagnolese di Bagnolo Mella, nel Campionato Nazionale Dilettanti 1997-1998.

### Allenatore
Rimane legato alla sua ultima squadra, la Bagnolese, ricoprendo l'incarico di allenatore in seconda nel campionato di Eccellenza 2002-2003. Tra il 2004 e il 2009 è l'allenatore titolare dei bresciani, fino alle dimissioni del febbraio 2009; ritorna sulla panchina neroverde nel gennaio 2010, e quindi a partire da novembre 2011. Rimane poi nella società come allenatore nel settore giovanile.

## Palmarès

### Giocatore

#### Competizioni nazionali
- Campionato italiano Serie C2: 1

Virescit: 1984-1985
- Coppa Italia Serie C: 1

Virescit: 1985-1986

#### Competizioni regionali
- Promozione: 1

Lumezzane: 1988-1989